# Mike Amigorena
Ricardo Luis Amigorena (Maipú, provincia de Mendoza; 30 de mayo de 1972) conocido artísticamente como Mike Amigorena, es un actor y músico argentino.

## Biografía
Nació en Maipú, Provincia de Mendoza, el 30 de mayo de 1972. Tiene dos hermanas mayores: Graciela y Lilet.
En 1992, a los 19 años y en búsqueda de un futuro como actor, se estableció en un conventillo de Buenos Aires y para mantenerse comenzó a realizar diversos trabajos, entre ellos repartidor de pizzas, telemarketer, cadete, promotor y modelo.
Estudió teatro con Santiago Doria, pero abandonó una vez culminado el primer año. A mediados de los años 1990 recomenzó sus estudios, esta vez con Alfredo Zemma en la escuela de la Asociación Argentina de Actores, y posteriormente tomó clases de payaso, bufón y máscara neutra con Cristina Moreira. En 1998 realiza su primer trabajo como actor en la obra Despertar de primavera, de Frank Wedekind.
Fue elegido por el director Francis Ford Coppola para participar en la película Tetro, realizada en Argentina con muchos actores locales (Leticia Brédice y Sofía Gala, entre otros).
Tenía una banda llamada "Ambulancia" junto a amigos actores. Hacían covers y también temas propios. Se definían como una banda indie dance, una banda que hace canciones "buena vida", con dos voces y dos DJ. En 2015, la banda se disolvió.
En 2017 Mike comenzó a preparar su segundo disco solista. Un poco más de 2 años después, Daä vio la luz en noviembre de 2019. Compuesto por Mike junto a Dante Saulino y Manuel Sahagun, el disco lo acerca al indie y al synthpop bailable.

## Carrera profesional

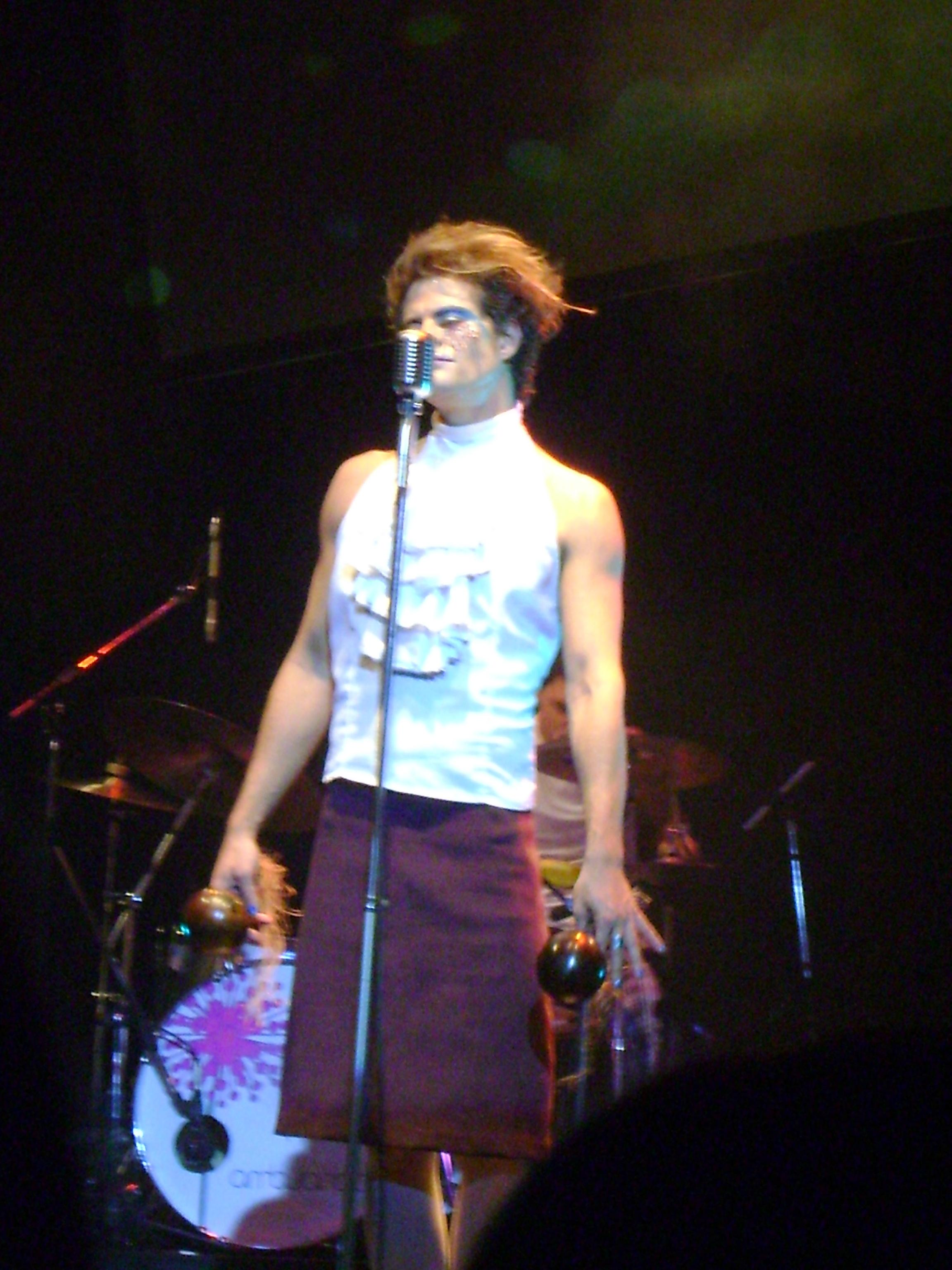
Mike durante un show con Ambulancia en 2009.

Participó en múltiples programas televisivos, como Sos mi vida, ¿Quién es el jefe?, Una familia especial y Tiempo final, e hizo una pequeña aparición en la telecomedia Casados con hijos. Además, trabajó en Canal á, entre 2002-2003, conduciendo el programa Arteweb bajo el seudónimo "Dot". También ha actuado en varias obras de teatro y fue elegido por Francis Ford Coppola para participar de su film Tetro.
Durante 2009 ocupó el protagónico de la serie Los exitosos Pells, donde interpretó dos personajes: Martín Pells y Gonzalo Echagüe.
En 2011 comenzó a producirse una serie en la que interpretaba a un personaje que hacía referencia a Héctor Magnetto, CEO del Grupo Clarín, de presunta complicidad con la dictadura y los crímenes de lesa humanidad cometidos en el período 1976-1983 en Argentina. Tras haber grabado más de la mitad de los capítulos, Amigorena abandonó la serie. Varias fuentes denunciaron presiones por parte del multimedios Clarín para que dicha ficción no saliera al aire. A los pocos días de las repercusiones generadas por su renuncia a la miniserie El pacto, el actor afirmó en una nota a Radio Continental haber recibido amenazas o presiones del grupo Clarín. En 2019 saltó a la fama interpretando su tema "Picaflor", logrando miles de vistas en YouTube. En noviembre de ese año también estuvo interpretando su más reciente éxito, "Gira girl", en el programa de Mirtha Legrand.

## Vida personal
Desde 2018 está en pareja con Sofía Vitola, oriunda de Rosario. En 2020 se convirtieron en padres de una niña a la que llamaron Miel.

## Filmografía

### Cine
| Año  | Título                        | Papel                | Dirección                               |
| ---- | ----------------------------- | -------------------- | --------------------------------------- |
| 2000 | Pescado crudo                 |                      | Milagros Roque Pitt y Alejandro Montiel |
| 2001 | Vida en Marte                 |                      | Néstor Frenkel                          |
| 2002 | Camafildenois                 |                      | Francisco Nocito                        |
| 2003 | Tus ojos brillaban            |                      | Silvio Fischbein                        |
| 2005 | 1 peso, 1 dólar               | El Langa             | Gabriel Condron                         |
| 2006 | Yo soy sola                   | Nacho                | Tatiana Mereñuk                         |
| 2000 | Tetro                         | Abelardo             | Francis Ford Coppola                    |
| 2000 | Horizontal/Vertical           | Visitante inesperado | Nicolás Tuozzo                          |
| 2010 | Plumiferos                    | Fredy (voz)          | Daniel De Felippo                       |
| 2010 | Toy Story 3                   | Ken (voz)            | Lee Unkrich                             |
| 2010 | Miss Tacuarembo               | Cristo               | Martín Sastre                           |
| 2012 | Las mujeres llegan tarde      | Gastón               | Marcela Balza                           |
| 2013 | Lectura según Justino         | Joschka              | Arnaldo André                           |
| 2016 | Primavera                     | Ramiro               | Santiago Giralt                         |
| 2016 | Todos los hombres son iguales | Juan Luis            | Manuel Gómez Pereira                    |
| 2017 | Mario on tour                 | Mario                | Pablo Stigliani                         |
| 2018 | No llores por mí, Inglaterra  | William Beresford    | Néstor Montalbano                       |
| 2018 | All Inclusive                 | Gilberto             | Diego Levy y Pablo Levy                 |
| 2019 | La casa acecha                | Vicente              | Eric Dawidson y Mariano Dawidson        |
| 2024 | Jaque mate                    | Rey                  | Jorge Nisco                             |

### Televisión
| Año       | Título                             | Papel                          | Notas                                               |
| --------- | ---------------------------------- | ------------------------------ | --------------------------------------------------- |
| 1991-1995 | La familia Benvenuto               | Ramiro Benvenuto               |                                                     |
| 1995      | Cara bonita                        | Enfermero                      |                                                     |
| 1996      | Montaña rusa, otra vuelta          | Juan Victorino                 |                                                     |
| 1999      | Gasoleros                          | Matías                         |                                                     |
| 1999      | Muñeca brava                       | Alfredo                        |                                                     |
| 2000-2002 | Tiempo final                       | Varios personajes              |                                                     |
| 2001      | Cuatro amigas                      | Conrado                        |                                                     |
| 2002      | Franco Buenaventura, el profe      | Pipo                           |                                                     |
| 2003      | Encubiertos                        | Alberto Ocampo                 |                                                     |
| 2003      | Rebelde Way                        | Antonio                        |                                                     |
| 2004      | La niñera                          | Víctor Rothman                 | Episodio: «Muertos de risa»                         |
| 2004      | La niñera                          | Leonel Compañé                 | Episodio: «Gay o no gay... esa es la cuestión»      |
| 2005      | Una familia especial               | Helios Schneider               |                                                     |
| 2005      | Casados con hijos                  | Juan Ariel Snaola              |                                                     |
| 2005      | Sin código                         | Tomás Coronado                 |                                                     |
| 2006-2007 | Sos mi vida                        | Rolando Martínez               |                                                     |
| 2007      | El capo                            | Facundo Bustamante             |                                                     |
| 2008-2009 | Los exitosos Pells                 | Martín Pells / Gonzalo Echagüe |                                                     |
| 2010      | Los exitosos Pérez                 | Adrián Bravo                   |                                                     |
| 2010      | Lo que el tiempo nos dejó          | Alfredo Astiz                  | Episodio: «La caza del ángel»                       |
| 2011      | El pacto                           | Horacio Murgan Ortiz           |                                                     |
| 2012      | El hombre de tu vida               | Daniel                         | Episodio 1 (Temporada 2)                            |
| 2012      | Historia clínica                   | Luis Sandrini                  | Episodio: «Cuando yo me valla»                      |
| 2012      | Historia clínica                   | José de San Martín             | Episodio: «La cordillera no fue su único obstáculo» |
| 2013      | Los vecinos en guerra              | Alejo «Álex» López Mayorga     |                                                     |
| 2014      | Las 13 esposas de Wilson Fernández | Nicandro Ríos                  |                                                     |
| 2014      | Viento sur                         | Mariano Oroño                  | Episodio: «La raspiña»                              |
| 2014-2015 | Guapas                             | Federico Müller                |                                                     |
| 2017      | Quiero vivir a tu lado             | Tomás Justo                    |                                                     |
| 2019      | Otros pecados                      | Santiago                       | Episodio: «Rojo»                                    |
| 2020      | Famoso                             | Villano                        | Episodio: «El futuro es un ángel y una sonrisa»     |
| 2022      | María Marta, el crimen del country | Marcos del Río                 |                                                     |
| 2022      | Limbo                              | Ignacio Castelló               |                                                     |
| 2022      | El fin del amor                    | Rodo Pizzicato                 |                                                     |
| 2023      | División Palermo                   | Luis Mansardi                  | Episodio: «Bienvenido a la selva»                   |
| 2024      | La mente del poder                 | Víctor Noriega                 |                                                     |
| 2025      | Atrapados                          | Fran Briguel                   |                                                     |

## Teatro
| Año       | Título                           |
| --------- | -------------------------------- |
| 1995      | Pim pam pum                      |
| 1997      | Los ojos llenos de amor          |
| 1997      | Glotony                          |
| 1998      | Despertar de primavera           |
| 1999      | Payasos imperiales               |
| 2000      | Verídicamente opaco              |
| 2000      | El testigo                       |
| 2001      | Colón agarra viaje a toda costa  |
| 2002      | Los sonetos de Shakespeare       |
| 2002-2003 | Todos tenemos problemas sexuales |
| 2004      | Shakespeare comprimido           |
| 2006-2007 | El niño argentino                |
| 2010      | La noche antes de los bosques    |
| 2011      | Hamlet                           |
| 2019      | Cabaret                          |
| 2022-2023 | ART                              |

## Premios y nominaciones
| Año  | Organización                            | Categoría                     | Trabajo                         | Resultado |
| ---- | --------------------------------------- | ----------------------------- | ------------------------------- | --------- |
| 2004 | Premio ACE                              | Revelación masculina          | Shakespeare comprimido          | Ganador   |
| 2005 | Premio Martín Fierro                    | Revelación                    | Una familia especial            | Nominado  |
| 2006 | Premios Escuela de Espectadores del CCC | Mejor actuación masculina     | El niño argentino               | Ganador   |
| 2006 | Premios Teatro del Mundo                | Mejor actuación masculina     | El niño argentino               | Ganador   |
| 2006 | Premio ACE                              | Actuación masculina           | El niño argentino               | Nominado  |
| 2008 | Premio Martín Fierro                    | Actor protagonista de Comedia | Los exitosos Pells              | Ganador   |
| 2009 | Premio Martín Fierro                    | Actor protagonista de Comedia | Los exitosos Pells              | Nominado  |
| 2010 | Premio ACE                              | Mejor actor                   | La noche antes de los bosques   | Ganador   |
| 2011 | Premio Konex                            | Actor de televisión           | Trayectoria en la última década | Ganador   |